# Токаревка (Винницкая область)
Токаревка (укр. Токарівка) — село на Украине, находится в Жмеринском районе Винницкой области.
Код КОАТУУ — 0521087509. Население по переписи 2001 года составляет 549 человек. Почтовый индекс — 23125. Телефонный код — 4332.
Занимает площадь 1,53 км².

## Адрес местного совета
23124, Винницкая область, Жмеринский р-н, с. Чернятин, ул. Первомайская, 29